# Felsőveresmart
Felsőveresmart (ukránul Велика Копаня, magyar átírásban Velika Kopanya, oroszul Великая Копаня (Velikaja Kopanya / Velikaja Kopanja)): falu Ukrajnában, Kárpátalján, a Beregszászi járásban.

## Fekvése
Nagyszőlőstől 9 km-re északkeletre a Tisza jobb partján fekszik, Alsóveresmart tartozik hozzá.

## Története
1430-ban említik először. 1910-ben 1922, többségben ruszin lakosa volt, jelentős német kisebbséggel. A trianoni békeszerződésig Ugocsa vármegye Tiszáninneni járásához tartozott. Ma 3200 ukrán-ruszin lakosa van.

## Közlekedés
A települést érinti a Bátyú–Királyháza–Taracköz–Aknaszlatina-vasútvonal.

## Látnivalók
Határában természetvédelmi terület van növényi ritkaságokkal.